# Micrurus dumerilii
Micrurus dumerilii är en ormart som beskrevs av Jan 1858. Micrurus dumerilii ingår i släktet korallormar, och familjen giftsnokar.
Arten förekommer från södra Panama och västra Venezuela över Colombia till norra Ecuador. Honor lägger ägg.

## Underarter
Arten delas in i följande underarter:
- M. d. antioquiensis
- M. d. carinicaudus
- M. d. colombianus
- M. d. transandinus
- M. d. venezuelensis